# 아들 3형제
아들 3형제는 1974년 공개된 대한민국의 영화이다.

## 배역
- 신성일
- 신영일
- 장동휘
- 허장강
- 도금봉
- 안인숙
- 박지영
- 윤영지
- 김교순
- 이철
- 문미봉
- 김지영
- 황인철
- 원은실